# Afrikas Grüne Mauer im Sahel

Die Karte zeigt die orange eingefärbte Sahelzone.

Afrikas Grüne Mauer (französisch Grande muraille verte, GMV; englisch Great Green Wall), oder auch Initiative Große Grüne Mauer der Sahara und des Sahel (französisch Grande muraille verte pour le Sahara et le Sahel; englisch Great Green Wall of the Sahara and the Sahel Initiative, GGWSSI) genannt, ist Afrikas Vorzeigeinitiative, um die Effekte des Klimawandels und der Desertifikation zu bekämpfen. Die Initiative wird von der Afrikanischen Union geführt. Das Ziel ist die Erschaffung eines großen Mosaiks aus grüner und produktiver Landschaft, das sich über Nordafrika, die Sahelzone und das Horn von Afrika erstreckt. Mittel dazu sind u. a. Aufforstungsprojekte und die Wiederherstellung degradierter Böden. Ziel ist die Verhinderung weiterer Desertifikation in der Sahelzone.

## Vorbilder
Als Vorbild dienen Chinas Grüne Mauer oder die von Thomas Sankara in Burkina Faso 1983 bis 1987 initiierten Projekte, die allerdings nach seiner Ermordung von den Nachfolgeregierungen wieder zunichtegemacht wurden. Unter der Präsidentschaft von Olusegun Obasanjo machte sich die Afrikanische Union das Projekt zu eigen.
Ähnlichkeiten gibt es auch mit dem Barrage vert und dem mehr dezentral ausgerichteten Green Belt Movement, dessen Hauptinitiatorin die Nobelpreisträgerin Wangari Maathai ist.

## Geschichte
Das Projekt wurde im Juli 2005 von der Afrikanischen Union beschlossen.
Ausgehend von der Idee, eine Linie (mindestens 15 km breit und 7775 km lang) aus Bäumen von West nach Ost durch die afrikanische Wüste zu ziehen (von Dakar nach Dschibuti), entwickelte sich das Konzept der Großen Grünen Mauer in ein Mosaik aus Interventionen, mit denen die Herausforderungen der Menschen in der Sahelzone und der Sahara angegangen werden.
Als Instrument für ländliche Entwicklung ist das generelle Ziel dieser subregionalen Partnerschaft die Stärkung der Resilienz der Menschen und der natürlichen Systeme mit ihren intakten Ökosystemen in dieser Region, der Schutz des ländlichen Kulturerbes und die Verbesserung der sozioökonomischen Lebensbedingungen der lokalen Bevölkerung. Bis 2030 sollen mit dem Projekt 10 Millionen Arbeitsplätze geschaffen werden. 250 Millionen Tonnen Kohlendioxid sollen gebunden werden.
Die GGWSSI ist eine globale Antwort auf den kombinierten Effekt aus Bodendegradation und Dürre in ländlichen Gebieten und trägt zu verbessertem lokalem Einkommen bei. Die Initiative ist eine Partnerschaft, mit der die Anstrengungen lokaler Gemeinden zu nachhaltigem Management und Nutzung von Wäldern, Weideland und anderen natürlichen Ressourcen in Trockengebieten unterstützt werden. Des Weiteren soll zur Milderung und Anpassung an den Klimawandel und zur verbesserten Ernährungssicherheit in der Sahelzone und der Sahara beigetragen werden.

## Teilnehmer
In das Projekt waren anfänglich elf afrikanische Länder involviert:
- Äthiopien
- Burkina Faso
- Dschibuti
- Eritrea
- Mali
- Mauretanien
- Niger
- Nigeria
- Senegal
- Sudan
- Tschad

Diese elf Länder gründeten 2007 die Pan-african Agency of the Great Green Wall (PAGGW).
Inzwischen (Stand November 2019) „geht die Initiative nun über die Sahelzone hinaus, insgesamt 21 afrikanische Staaten beteiligen sich.“
Die weiteren Länder sind:
- Ägypten
- Algerien
- Benin
- Ghana
- Gambia
- Kamerun
- Kap Verde
- Libyen
- Somalia
- Tunesien

## Verwirklichung
Bis Ende 2009 konnte das Projekt nur im Senegal Fortschritte aufweisen. Bäume auf einer Gesamtlänge von 525 km seien gepflanzt worden. Der Senegal, der jedes Jahr rund 50.000 Hektar Land an die Sahara verliert, nimmt damit die Vorreiterposition ein.
Nach Einschätzung durch Gutachter im Auftrag der Vereinten Nationen sind bis zum Jahr 2020 etwa 4 bis 20 % des Aufforstungsziels erreicht worden.
Kritiker bemängelten 2012, dass eine wortgetreue Umsetzung in Form eines durchgehenden „Grünstreifens“ ökologisch und sozial ineffizient sei. Da sich die Wüstenbildung ungleichmäßig ausbreite, seien dezentrale Ansätze vielversprechender. Die Bepflanzung sei dort aussichtsreich, wo die lokalen Bewohner zur aktiven Mitwirkung gewonnen würden. Bei einem zentralen Großprojekt bestehe hingegen die Gefahr, dass die Mittel etwa in nationale Forstministerien flössen, ohne vor Ort nachhaltige Wirkungen zu entfalten.
Auf diese Kritikpunkte eingehend hat die Afrikanische Union ihr Programm angepasst. Die Verantwortlichen sprechen mittlerweile lieber von „Mosaik“ als von „Mauer“. Projektschwerpunkt sei nicht mehr das massenhafte Pflanzen von Bäumen. Vielmehr gelte es, viele kleine, in den Dorfgemeinschaften verwurzelte Projekte zu unterstützen und existierende Baumbestände zu erhalten.
Bis Anfang 2017 sollen 15 Prozent der ursprünglich geplanten Bäume gepflanzt worden sein, etwa im Senegal und in Burkina Faso. Allein im Senegal seien auf einer Länge von 150 km und einer Fläche von 40.000 Hektar zwölf Millionen Bäume gepflanzt worden – vor allem einheimische Arten wie Akazien, die mit Trockenheit zurechtkommen. Verglichen mit dem algerischen Barrage vert, wo bis Mitte der 2000er mehr als eine halbe Million Hektar begrünt wurden, ist dieses Ergebnis noch recht bescheiden. Im Jahr 2019 wurde festgestellt, dass nur 20 Prozent der im Sahel seit 1980 gepflanzten Bäume überlebt haben.
Ein UN-Bericht von November 2020 analysiert den Umsetzungsstand in den oben genannten elf anfänglich involvierten Ländern und weist darauf hin, dass pro Jahr zwischen 3,1 und 3,7 Milliarden Euro benötigt werden, bis zur Fertigstellung des Projekts im Jahr 2030 also schätzungsweise 31 bis 37 Milliarden Euro. An dem One Planet Summit 2021 in Paris sind 14,3 Milliarden Dollar für das Projekt zusammengekommen. Eine Untersuchung aus dem Zentrum für Entwicklungsforschung der Universität Bonn von 2021 zeigt, wo und für welche Maßnahmen die Gelder am sinnvollsten eingesetzt werden sollten.
Am positivsten fällt die ökonomische Bilanz für Teile Nigerias, Eritreas und Äthiopiens aus. Um sämtliche vorgeschlagenen Maßnahmen in diesem Szenario zu finanzieren, wäre eine Summe von 44 Milliarden Dollar nötig. Damit ließen sich 28 Millionen Hektar Land renaturieren. Wenn jedoch Gebiete herausgerechnet werden, die aufgrund bewaffneter Konflikte zu unsicher sind, bleiben 14 Millionen Hektar für das Projekt „Afrikas Grüne Mauer“ übrig. Wirtschaftlich und ökologisch am vorteilhaftesten ist die Wiederaufforstung, die jedoch erst langfristig, etwa nach 30 Jahren, Wirkung zeigt. Mit Maßnahmen wie der Umwandlung degradierter Gebiete in Ackerland kann hingegen kurzfristig eine Rendite von 20 % realisiert werden.
Künftig sollen nachhaltige indigene Landnutzungspraktiken im Mittelpunkt des Projektes stehen. Beispielsweise haben Teilprojekte in Burkina Faso und Niger den örtlichen Landwirten geholfen, über 300.000 Hektar zuvor unproduktives Land in Ackerland für die Nahrungsmittelproduktion umzuwandeln. Sie erreichten dies durch den Bau von tiefen Pflanzgruben, die das Wasser während der Trockenzeit zurückhalten, und durch Steinbarrieren um die Pflanzfelder, um Abflüsse zu verhindern.
Um den Erfolg des Projekts zu gewährleisten, muss ein Überwachungs- und Bewertungsrahmen entwickelt und lokalen Gemeinschaften
müssen in die Planung und Durchführung des Projekts einbezogen werden.
im Herbst 2024 wurde veröffentlicht, dass die Entwicklung voranschreite. So sei auf etwa 60 % der geplanten Fläche im Tschadbecken mit den Pflanzungen begonnen worden.

## Rezeption
Im Dokumentarfilm Der Waldmacher von Volker Schlöndorff aus dem Jahr 2022 über den Agrarwissenschaftler Tony Rinaudo werden Wiederaufforstungsprojekte, insbesondere die „Farmer Managed Natural Regeneration“, aber auch das Projekt Afrikas Grüne Mauer im Sahel,
in ökologischer, sozialer, kultureller und wirtschaftlicher Hinsicht analysiert.
In einer Terra-X-Dokumentation von August 2024 würdigt Harald Lesch kritisch das Projekt der Grünen Mauer und nennt folgende Gefährdungen: Anpflanzungen vertrocken, besonders in unbewohnten oder politisch instabilen Gebieten; schnell wachsende Monokulturen von oft auch ortsfremden Arten sind anfälliger für Krankheiten, sie könnten auch das ökologische Gleichgewicht stören. Da die Albedo von Bäumen geringer ist als die des Wüstensandes, könnte Erwärmung befördert werden. Als neues Ziel wird daher ein Mosaik aus Naturschutz- und Klimaschutzprojekten angestrebt, womit es nicht ausschließlich um die Anpflanzung von Bäumen geht. Das Indigenous People of Africa Coordinating Committee (IPACC) kritisiert, dass historische Migrationsmuster von Hirten durch Plantagen gestört werden könnten.

## Dokumentationen
- Afrikas Grüne Mauer – Mit Bäumen gegen die Wüste. GBR, 2019. 86 Minuten.[23]